# Redpill Linpro
Redpill Linpro AB är ett nordiskt företag som är en sammanslagning av det tidigare norska Linpro och svenska Redpill. Redpill Linpro har över 200 anställda fördelade på sex kontor i Norden (Stockholm, Oslo, Köpenhamn, Karlstad och Linköping). Redpill Linpro arbetar med mjukvara baserad på öppen källkod.

## Historia

### Norge
Linpro AS grundades av Dag Asheim 1995 som Norges första kommersiella företag som valt Linux[källa behövs]. Linpro fokuserade på programvara med öppen källkod.  Linpro hade 2 dotterbolag, Oberon IT AS och LinuxLabs AS vilka båda är en del av Redpill Linpro idag.

### Sverige
Redpill AB startade 2003 som en tjänsteleverantör inom öppen källkod (Open Source).

### Scandinavien
Sommaren 2008 köpte Redpill AB norska Linpro AS och därmed bildades Redpill Linpro. Sedan dess har bolaget växt stadigt och expanderat inom Sverige, Norge och Danmark.

## Utmärkelser
- Linpro vann 2007 NUUG utmärkelsen för sina insatser för att främja fri programvara. 17 andra företag var nominerade till utmärkelsen.
- RedHat Infrastructure Partner of the Year 2009